# Нефёдов, Николай Константинович
Николай Константинович Нефёдов (30.11.1908 — 03.02.1976) — главный геолог Тырныаузского вольфрамово-молибденового комбината Северо-Кавказского совнархоза, Кабардино-Балкарская АССР  Герой Социалистического Труда 29.04.1963.

## Биография
Нефёдов Николай Константинович – главный геолог Тырныаузского вольфрамово-молибденового комбината Северо-Кавказского совнархоза.
Родился 30 ноября 1908 года на территории современного Демянского района Новгородской области. Русский. 
Получил высшее образование геолога. В 1936 году им в Ловозерском массиве была впервые найдена промышленная концентрация редкометального минерала – лопаритовых малиньитов. Обнаружение месторождения дало жизнь в 1938 году комбинату «Аллуайвстрой». Горизонты были детально разведаны, и на их базе в 1951 году построен рудник «Карнасурт», Ловозерский горнообогатительный комбинат (ЛГОК) и посёлок городского типа Ревда Ловозерского района Мурманской области.
В дальнейшем работал главным геологом Тырныаузского вольфрамово-молибденового комбината  в городе Тырнауз Кабардино-Балкарской АССР (ныне – Кабардино-Балкарской Республики).
Указом Президиума Верховного Совета СССР от 29 апреля 1963 года за выдающиеся успехи, достигнутые в деле открытия и разведки месторождений полезных ископаемых, Нефёдову Николаю Константиновичу присвоено звание Героя Социалистического Труда с вручением ордена Ленина и золотой медали «Серп и Молот».
В последующие годы работал главным геологом в Управлении редкоземельной промышленности Министерства цветной металлургии СССР.
Жил в Москве. Умер 3 февраля 1976 года. Похоронен в Москве.

## Награды
- Золотая медаль «Серп и Молот»(29.04.1963)
- Орден Ленина(29.04.1963)
- Медаль «В ознаменование 100-летия со дня рождения Владимира Ильича Ленина» (6 апреля 1970)
- Медаль «За трудовую доблесть» (27.10.1951)
- Медаль «За трудовое отличие» (05.05.1949)
- Медаль «Ветеран труда»
- медалями ВДНХ СССР:

## Память
- Имя Н.К. Нефёдова носит одна из улиц в посёлке городского типа Ревда Ловозерского района Мурманской области, на доме № 2 которой ему установлена мемориальная доска